# Мирза Саид-хан Ансари
Мирза Саид-хан Ансари (перс. میرزا سعیدخان انصاری‎; прослушатьо файле; 15 марта 1816, Ишлак, Восточный Азербайджан — 17 ноября 1883, Тегеран) — Министр иностранных дел Персии.

## Биография
Мирза Саид-хан сын Мирза Сулеймана родился 15 марта 1816 года в городе Сераб Иранского Азербайджана. 
Получил начальное образование в медресе. Его род восходит к Абдуллаху аль-Ансари.
В 1853 году был назначен на пост министра иностранных дел Ирана.
С 1869 года являлся наместником остана Гилян. С 1870 года вновь был назначен на должность министра иностранных дел.
С 1873 года был отправлен в город Мешхед остана Хорасан-Резави управителем имущества духовных учреждений.
В 1880 году вновь возвращён на пост министра иностранных дел.
В 1881 году император Александр III наградил Мирзу Саид-хана золотой медалью «За взятие штурмом Геок-Тепе».
Иранские мыслители уже не ограничиваются одними описаниями европейских политических моделей, а приступают к разработке программ реформ, которые оцениваются как необходимость изменения политических и социальных традиций страны. Однако министр иностранных дел страны времен правления Насреддин-шаха (1834—1895) Мирза Саид-хан Ансари выступил против каких-либо коренных преобразований. Фаридун Адамийят утверждает, что «Ансари воспротивился реформам и делал все, что было в его силах, доказывая шаху отсутствие необходимости изменений».
Мирза Саид-хан Ансари скончался 4 (17) ноября 1883 в Тегеране.